# البياضة (السدة)

تعديل مصدري - تعديل

البياضة محلة تابعة لقرية العرافة، التابعة لعزلة العرافة بمديرية السدة إحدى مديريات محافظة إب في الجمهورية اليمنية.، بلغ تعداد سكانها 144 حسب تعداد اليمن لعام 2004.